# 青岛临港经济开发区
临港经济技术开发区是位于山东省青岛市黄岛区下辖的一个经济园区，管委驻北高家庄。

## 行政区划
临港经济开发区现辖1个社区，25个村，主要有：
- 原隐珠街道下辖的蒋家窑村、前洼村、西华山村、东华山村、店头村、长城村村、北山村村、陡崖子村、东山村村、西山冯村、东山冯村、东大洼村、崮上村、卜落林村、赵家河村、北高家庄村、三家庄村、小兰东村、大兰东村、林家庄村、蒋家店子村。
- 原胶南经济开发区实际管辖的两河村、辛屯村、新建村、山前村和两河社区。